# Stenohya jiahensis
Espèce
Stenohya jiahensis est une espèce de pseudoscorpions de la famille des Neobisiidae.

## Distribution
Cette espèce est endémique du Guangxi en Chine. Elle se rencontre dans le xian de Lingui.

## Description
Le mâle holotype mesure 3,58 mm.

## Systématique et taxinomie
Cette espèce a été décrite par Li et Shi en 2023.

## Étymologie
Son nom d'espèce, composé de jiah[e] et du suffixe latin -ensis, « qui vit dans, qui habite », lui a été donné en référence au lieu de sa découverte, le jardin Jiahe.

## Publication originale
- Yun-Chun Li et Ai-Min Shi, « Two new species of the pseudoscorpion genus Stenohya (Pseudoscorpiones: Neobisiidae) from Guangxi Zhuang Autonomous Region, China », Zootaxa, vol. 5278, no 2,‎ 5 mai 2023, p. 387–395 (ISSN 1175-5334 et 1175-5326, PMID 37518276, DOI 10.11646/zootaxa.5278.2.11, lire en ligne, consulté le 3 août 2023)